# Agra (Zwitserland)

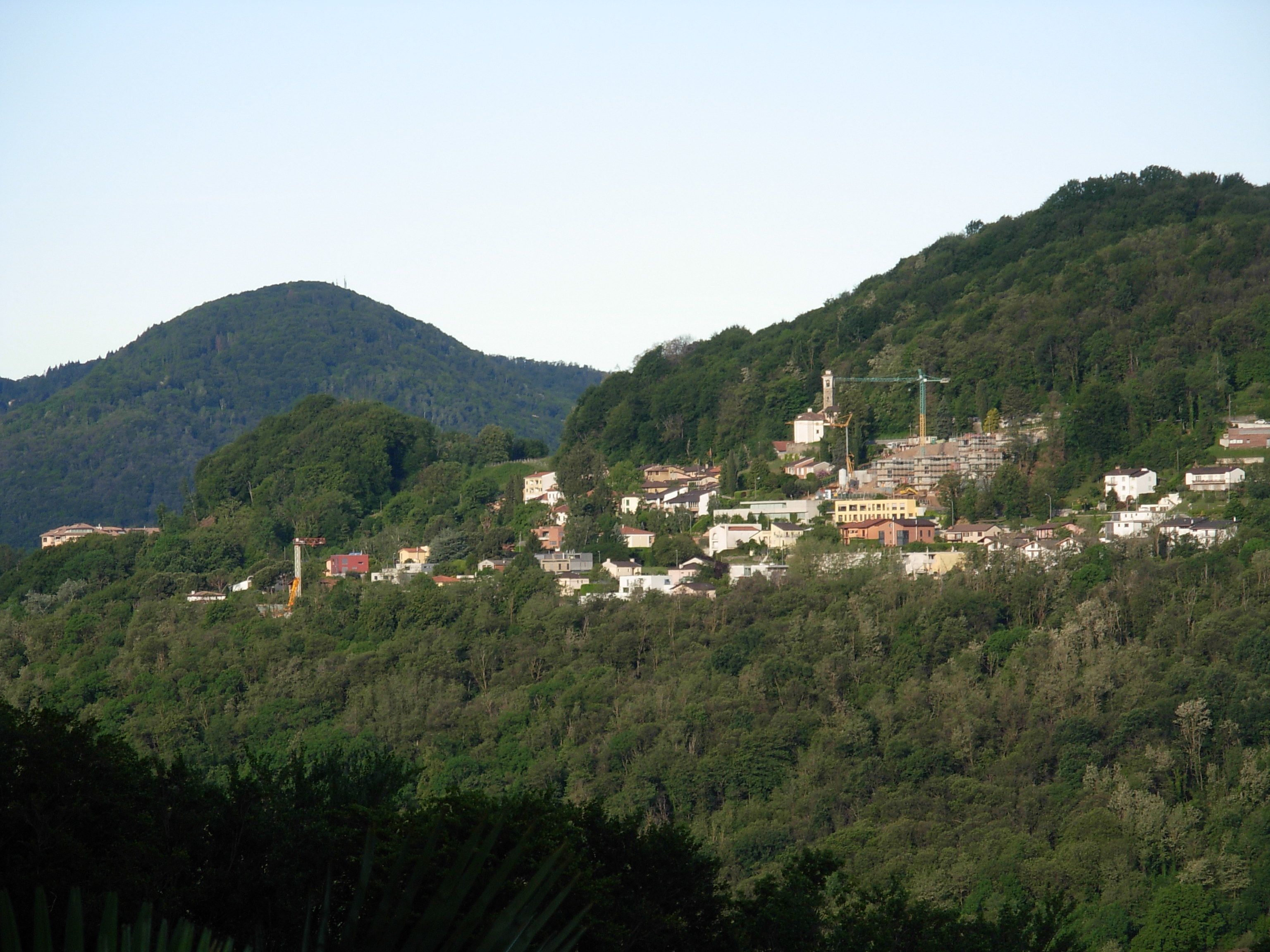
Agra

Agra is een plaats en voormalige gemeente in het district Lugano, kanton Ticino, Zwitserland.
In 1990 telde de gemeente 333 inwoners.
De plaats maakt sinds 4 april 2004 deel uit van de gemeente Collina d'Oro.
Agra · Carabietta · Gentilino · Montagnola